# Čičinai
Čičinai är en ort i Litauen. Den ligger i den centrala delen av landet, 80 km nordväst om huvudstaden Vilnius. Čičinai ligger 99 meter över havet och antalet invånare är 314.
Terrängen runt Čičinai är huvudsakligen platt. Čičinai ligger uppe på en höjd. Runt Čičinai är det ganska tätbefolkat, med 58 invånare per kvadratkilometer. Närmaste större samhälle är Jonava, 6,6 km öster om Čičinai. Omgivningarna runt Čičinai är en mosaik av jordbruksmark och naturlig växtlighet.